# Santiago del Estero (stad)
Santiago del Estero is een plaats in het Argentijnse bestuurlijke gebied Capital in de provincie Santiago del Estero.
Santiago del Estero is de hoofdstad van de gelijknamige Argentijnse provincie, gelegen aan de rivier de Dulce in het noorden van het land. De stad heeft een inwonersaantal van 244.733 (2001 - INDEC) voor een oppervlakte van 2116 km². Het is de oudste koloniale stad in Argentinië.
De stad herbergt twee universiteiten: de Universidad Nacional De Santiago del Estero, opgericht in 1973 en de Universidad Católica, opgericht in 1960. Sinds 1907 is de stad de zetel van het rooms-katholieke bisdom Santiago del Estero. Belangrijke toeristische trekpleisters zijn de kathedraal van de stad en het Provinciale Museum van de Archeologie.
Vanaf het vliegveld Mal Paso, zes kilometer ten noorden van de stad, zijn er regelmatige vluchten naar Buenos Aires en San Miguel de Tucumán.
In de omgeving van Santiago del Estero leven ongeveer 100.000 personen die de inheemse taal Quechua spreken, een Incataal die de moderne tijd overleefd heeft.

## Geboren
- Julio Ricardo Cruz (1974), voetballer
- Óscar Trejo (1988), voetballer